# Фон Грюниген, Михаэль
Михаэль фон Грюниген (нем. Michael von Grünigen; род. 11 апреля 1969, Шёнрид) — швейцарский горнолыжник, призёр Олимпийских игр, двукратный чемпион мира, победитель этапов Кубка мира. Специализировался в гигантском слаломе. Брат горнолыжницы Кристины фон Грюниген.
В Кубке мира фон Грюниген дебютировал 23 ноября 1989 года, в январе 1993 года одержал свою первую в карьере победу этапе Кубка мира, в гигантском слаломе. Всего имеет на своём счету 23 победы на этапах Кубка мира, все в гигантском слаломе. Лучшим достижением в общем зачёте Кубка мира, является для фон Грюнигена 3-е место в сезоне 1995/96, четырежды он завоёвывал малый Хрустальный глобус в зачёте гигантского слалома, в сезонах 1995/96, 1996/97, 1998/99 и 2002/03.
На Олимпийских играх 1992 года в Альбервиле был 7-м в слаломе и 13-м в гигантском слаломе.
На Олимпийских играх 1994 года в Лиллехаммере занял 15-е место в слаломе, так же стартовал в гигантском слаломе, но не добрался до финиша.
На Олимпийских играх 1998 года в Нагано завоевал бронзовую медаль в гигантском слаломе, 0,33 секунды уступив, ставшему вторым австрийцу Штефану Эберхартеру, и лишь 0,02 секунды выиграв, у занявшего четвёртое место другого австрийца Ханса Кнаусса, кроме того был 19-м в слаломе.
На Олимпийских играх 2002 года в Солт-Лейк-Сити занял 11-е место в гигантском слаломе и 14-е место в слаломе.
За свою карьеру участвовал в семи чемпионатах мира, на которых завоевал две золотые и две бронзовые медали, чемпионом становился в гигантском слаломе на чемпионатах мира 1997 и 2001 годов.
Использовал лыжи производства фирмы Fischer. Завершил спортивную карьеру в 2003 году. После этого работал на фабриках по производству лыж и в швейцарской федерации лыжных видов спорта.

## Победы на этапах Кубка мира (23)
| №  | Сезон   | Дата            | Место         | Дисциплина             |
| -- | ------- | --------------- | ------------- | ---------------------- |
| 1  | 1992/93 | 19 января 1993  | Вейсонна      | Гигантский слалом      |
| 2  | 1994/95 | 18 декабря 1994 | Валь-д'Изер   | Гигантский слалом (2)  |
| 3  | 1995/96 | 12 ноября 1995  | Тинь          | Гигантский слалом (3)  |
| 4  | 1995/96 | 17 ноября 1995  | Вэйл          | Гигантский слалом (4)  |
| 5  | 1995/96 | 25 ноября 1995  | Парк-Сити     | Гигантский слалом (5)  |
| 6  | 1995/96 | 19 января 1996  | Адельбоден    | Гигантский слалом (6)  |
| 7  | 1995/96 | 10 февраля 1996 | Хинтерштодер  | Гигантский слалом (7)  |
| 8  | 1996/97 | 22 декабря 1996 | Альта-Бадия   | Гигантский слалом (8)  |
| 9  | 1996/97 | 5 января 1997   | Краньска-Гора | Гигантский слалом (9)  |
| 10 | 1996/97 | 8 марта 1997    | Нагано        | Гигантский слалом (10) |
| 11 | 1996/97 | 15 марта 1997   | Вэйл          | Гигантский слалом (11) |
| 12 | 1997/98 | 26 октября 1997 | Тинь          | Гигантский слалом (12) |
| 13 | 1997/98 | 14 декабря 1997 | Валь-д'Изер   | Гигантский слалом (13) |
| 14 | 1997/98 | 28 февраля 1998 | Ёнпхён        | Гигантский слалом (14) |
| 15 | 1998/99 | 20 декабря 1998 | Альта-Бадия   | Гигантский слалом (15) |
| 16 | 1998/99 | 14 марта 1999   | Сьерра-Невада | Гигантский слалом (16) |
| 17 | 2000/01 | 17 ноября 2000  | Парк-Сити     | Гигантский слалом (17) |
| 18 | 2000/01 | 17 декабря 2000 | Валь-д’Изер   | Гигантский слалом (18) |
| 19 | 2000/01 | 6 января 2001   | Лез-Арк       | Гигантский слалом (19) |
| 20 | 2001/02 | 10 марта 2002   | Флахау        | Гигантский слалом (20) |
| 21 | 2002/03 | 22 ноября 2002  | Парк-Сити     | Гигантский слалом (21) |
| 22 | 2002/03 | 15 декабря 2002 | Валь-д’Изер   | Гигантский слалом (22) |
| 23 | 2002/03 | 1 марта 2003    | Ёнпхён        | Гигантский слалом (23) |